# Arytera lineosquamulata
Arytera lineosquamulata är en kinesträdsväxtart som beskrevs av H. Turner. Arytera lineosquamulata ingår i släktet Arytera och familjen kinesträdsväxter. Inga underarter finns listade i Catalogue of Life.